# Georg I, Duce de Saxa-Meiningen
Georg I Frederick Karl, Duce de Saxa-Meiningen (4 februarie 1761 – 24 decembrie 1803), a fost Duce de Saxa--Meiningen.

## Familie
Georg s-a născut la 4 februarie 1761 la Frankfurt ca cel de-al patrulea dar al doilea fiu care a supraviețuit copilăriei al lui Anton Ulrich, Duce de Saxa-Meiningen și a celei de-a doua soții, Charlotte Amalie de Hesse-Philippsthal. Tatăl său avea 74 de ani în momentul nașterii sale și a murit doi ani mai târziu, în 1763.

## Domnie
Georg i-a succedat fratelui său mai mare, care a murit fără moștenitori, Karl Wilhelm la conducerea ducatului de Saxa-Meiningen în 1782. El a domnit pe baza principiilor "absolutismului luminat" ", subliniind în special importanța educației. El a inițiat construirea gimnaziului mai târziu numit  Bernhardinum după fiul său. Georg I a deschis, de asemenea, biblioteca ducală pentru public, a reformat practicile bisericii (protestante) în principatului lui și a inițiat noi politici sociale. 
Sub un pseudonim el a publicat tratate filosofice. Ca urmare, mulți dintre colegii săi prinți l-au considerat un model de conducător și ducatul său în cadrul statului german a fost considerat locul unde absolutismul luminat a atins apogeul.

## Căsătorie și copii
La Langenburg la 27 noiembrie 1782, Georg s-a căsătorit cu Luise Eleonore de Hohenlohe-Langenburg. După zece ani ei au început să aibă copii:
1. Adelaide Luise Therese Karoline Amalie (n. Meiningen, 13 august 1792 - d. Bentley Priory, Middlesex, 2 decembrie 1849), căsătorită la 11 iulie 1818 cu Ducele de Clarence, mai târziu regele William al IV-lea al Regatului Unit.
2. Ida (n. Meiningen, 25 iunie 1794 - d. Weimar, 4 aprilie 1852), căsătorită la 30 mai 1816 cu Bernhard de Saxa-Weimar-Eisenach.
3. o fiică (Meiningen, 16 octombrie 1796).
4. Bernhard al II-lea Erich Freund, Duce de Saxa-Meiningen (n. Meiningen, 17 decembrie 1800 - d. Meiningen, 3 decembrie 1882).

Georg I a murit de febră la 24 decembrie 1803 la Meiningen.